# Bioprospektering
Bioprospektering är utforskandet av naturen i syfte att hitta kommersiellt gångbar biokemisk och genetisk information för att utveckla exempelvis läkemedel eller jordbruksgrödor. Ett exempel är den tumörhämmande substansen trabectedin som utvunnits ur den marina organismen Ecteinascidia turbinata.
Nagoyaprotokollet, ett internationellt avtal som förhandlades fram 2010, reglerar tillträdet till genetiska tillgångar och skall säkerställa en rättvis vinstdelning vid användandet av resurserna.